# 埃瑞璜冰原島峰
74°31′S 76°41′W / 74.517°S 76.683°W
埃瑞璜冰原島峰（英語：Erehwon Nunatak），是南極洲的冰原島峰，位於埃爾斯沃思地，處於亨克爾峰西北面30公里，海拔高度1,050米，在1985年1月被發現，現時由南極條約體系管理。